# Daniel Fauché
Daniel Fauché (francès: Daniel Eugène Fauché)  (Chantilly, 22 de desembre de 1966) és un remer francès, ja retirat, que va competir durant la dècada de 1990.
El 1992 va prendre part en els Jocs Olímpics d'Estiu de Barcelona, on fou cinquè en la prova del quatre amb timoner del programa de rem. Quatre anys més tard, als Jocs de Barcelona, va guanyar la medalla de plata en la prova del quatre sense timoner. El 2000, a Sydney, disputà els seus tercers, i darrers, Jocs Olímpics, on fou setè en la prova del quatre sense timoner.
En el seu palmarès també destaquen quatre medalles al Campionat del Món de rem, una d'or i tres de plata, entre les edicions de 1993 i 1998.